# Liste der Stolpersteine in Lengede
Die Liste der Stolpersteine in Lengede enthält alle Stolpersteine, die im Rahmen des gleichnamigen Kunst-Projekts von Gunter Demnig in Lengede verlegt wurden. Mit ihnen soll der Opfer des Nationalsozialismus gedacht werden, die in Lengede lebten und wirkten. Bei bisher drei Verlegungen seit November 2008 wurden insgesamt drei Stolpersteine verlegt. (Stand: Juni 2019)

## Liste der Stolpersteine
| Bild | Person, Inschrift | Adresse                              | Verlegedatum  | Anmerkung |
| ---- | --- | ------------------------------------ | ------------- | --- |
|      | Hier wohnte Karl Reinhold Zobel Jg. 1890 verhaftet Sachsenhausen ermordet Februar 1945                                                                         | Broistedter Straße 9 ·               | 24. Nov. 2008 | Karl Reinhold Zobel wurde 1890 geboren. Von 1924 bis zu seiner Absetzung im Jahr 1933 war er sozialdemokratischer Gemeindevorsteher von Lengede und Vorstandsmitglied des Deutschen Metallarbeiter-Verbandes. Nach seiner Verhaftung kam er in das Arbeitserziehungslager Hallendorf und später in das KZ Sachsenhausen. Er starb im Februar 1945 bereits auf dem Transport oder im KZ Bergen-Belsen. |
|      | Hier arbeitete Franz Zdyn Jg. 1895 Zeuge Jehovas Kriegsdienst verweigert verhaftet 13.12.1944 Todesurteil 13.2.1945 enthauptet 9.3.1945 Zuchthaus Wolfenbüttel | Grubenweg · Ecke Schacht-Anna-Ring · | 29. Sep. 2016 | Franz Zdyn wurde am 1. Oktober 1895 in Bielschowitz geboren. Er arbeitete in Polen als Eisenbahnschaffner und trat 1927 nach seiner Konversion den Internationalen Bibelforschern bei. Er war verheiratet und hatte drei Kinder. Wegen seiner religiösen Überzeugung wurde er 1933 aus dem Dienst entlassen. Ab November 1939 lebte Zdyn ohne seine Familie in Lengede im sogenannten „Ledigenheim“ auf dem Gelände von Schacht Anna und arbeitete als zwangsverpflichteter Grubenarbeiter in der Ilseder Hütte. Im September 1944 füllte er ein Formular des Wehrmeldeamtes nicht aus und schrieb stattdessen eine Wehrdienstverweigerung aufgrund seiner Religion. Im November 1944 wurde er vorgeladen und erklärte, weshalb er den Wehrdienst verweigerte. Offen blieb bis dahin seine Staatsangehörigkeit, denn Reichsdeutsche hätten kein Recht auf Verweigerung. Daraufhin wurde er am 8. Dezember 1944 verhaftet, angeklagt und am 13. Februar 1945 in Hildesheim vom Sondergericht Hannover zum Tode verurteilt. Franz Zdyn wurde als letzter Zeuge Jehovas am 9. März 1945 im Gefängnis Wolfenbüttel mit der Guillotine enthauptet. |
|      | Hier wohnte Otto Flügel Jg. 1899 eingewiesen 1933 Heilanstalt Hildesheim ’verlegt’ 12.5.1941 Pirna-Sonnenstein ermordet 12.5.1941 ’Aktion T4’                  | Schmiedestraße 9 · Klein Lafferde ·  | 7. Mai 2019   | Otto Flügel wurde am 11. August 1899 als Sohn eines Landwirts in Vallstedt geboren. Er wollte gern Lehrer werden, begann aus Geldmangel jedoch eine Ausbildung zum Schlachter. Nach dem Ende der Ausbildung leistete er Wehrdienst im Ersten Weltkrieg und erlitt an der Front einen Nervenzusammenbruch. Nach seiner Rückkehr heiratete er 1923 seine Frau Hermine und bekam mit ihr zwei Töchter. 1930 wurde er arbeitslos und zeigte Verhaltensänderungen, die von Ärzten in Hildesheim als Schizophrenie diagnostiziert wurden. Daraufhin war er ab 1933 in der dortigen Heil- und Pflegeanstalt untergebracht, Entlassungsersuche wurden abgelehnt und die medikamentöse Behandlung fortgesetzt. Am 14. März 1941 wurde er in die Landesanstalt Waldheim verlegt und am 12. Mai 1941 in die Tötungsanstalt Pirna-Sonnenstein gebracht, wo er am gleichen Tag mit 37 weiteren Menschen in der Aktion T4 in der Gaskammer ermordet wurde. |

## Verlegungen
- 24. November 2008: ein Stolperstein an einer Adresse
- 29. September 2016: ein Stolperstein an einer Adresse[7]
- 7. Mai 2019: ein Stolperstein an einer Adresse[8]